# Галанина, Людмила Константиновна
Галанина Людмила Константиновна (2 ноября 1929 года, Ленинград — 4 октября 2010 года, Санкт-Петербург) — советский российский археолог, кандидат исторических наук, скифолог, ведущий научный сотрудник Государственного Эрмитажа.

## Биография
Людмила Константиновна Галанина родилась 2 ноября 1929 года в Ленинграде. Учёбу в школе прервала война и эвакуация в Омск. В 1944 году вернулась в Ленинград. В 1947 году, окончив школу, поступила на исторический факультет Ленинградского государственного университета, на археологическое отделение. В период учёбы принимала участие в Боспорской, Волго-Донской, Никопольской экспедициях. Специализировалась на античной археологии. Научным руководителем её дипломной работы «Сельские укрепленные поселения Гераклейского полуострова» был В. Ф. Гайдукевич.
После университета с 1953 года работала в Эрмитаже сначала научно-техническим сотрудником Арсенала Отдела Запада, потом на постоянной основе — ведущим научным сотрудником отдела истории первобытной культуры (совр. Отдел археологии Восточной Европы и Сибири). На рубеже 50-60-х годов принимала участие в создании постоянной экспозиции по истории и культуре скифов. В 1975 году была защищена кандидатская диссертация «Из истории населения Среднего Прикубанья начала эллинистической эпохи (по материалам Курджипского кургана)».
В 1980—1984 годах руководила Келермесской археологической экспедицией Государственного Эрмитажа, исследовавшей Келермесский могильник в Гиагинском районе Адыгейской автономной области Краснодарского края.
Проработала в Эрмитаже 57 лет.

## Научная деятельность
В сферу научных интересов входили, прежде всего, скифские археологические памятники юга России и синхронные им культуры.
Важным вкладом в археологическую науку стала работа Л. К. Галаниной по изучению и подготовке к публикации археологического памятника Прикубанья скифской эпохи — Курджипского кургана, раскопанного в конце XIX в. В отечественной археологии это был первый опыт публикации столь значимого памятника. По этой проблематике была защищена кандидатская диссертация (1975) и издана монография «Курджипский курган. Памятник культуры прикубанских племен IV в. до н. э.» (1980).
Другим масштабным проектом было изучение Келермесского курганного могильника. Келермесские курганы были неполно раскопаны в начале XX в. Д. Г. Шульцем и Н. И. Веселовским. Л. К. Галаниной было организовано доследование старых курганов и раскопки новых памятников. Келермесская экспедиция работала в течение 15 лет. Был открыт ранее новый тип памятника — грунтовый некрополь местного «меотского» населения, синхронный скифским курганам. Итоги работы отражены в монографии 1997 г.
Аналогичная работа по подготовке к публикации была проделана с материалами скифо-меотского Ульского курганного могильника VII—VI вв. до н. э., начата с материалами Елизаветинских курганах, раскопанных Н. И. Веселовским на Кубани в начале XX века.

## Основные работы
- Галанина Л. К. Панафинейская амфора — награда атлету в Афинах. Л., 1962. 22 с.
- Скифы. Путешествия в прошлое по залам Эрмитажа. Л.; М.: Советский художник, 1964. (в соавт. с Берхиным И. П.).
- Культура и искусство скифов и ранних кочевников Алтая. Л.; М.: Сов. художник, 1966. 119 с. (в соавт. с Грязновым М. П., Доманским Я. В., Смирновой Г. И.).
- Ювелирные изделия в Эрмитаже. Особая кладовая. Л., 1967. 94 с. (в соавт. с Грач Н. Л., Торнеус М. И.)
- Античная художественная бронза: кат. выст. Л., 1973 (в соавт. с Билимович З. А., Борисковской С. П. и др.)
- Галанина Л. К. Скифские древности Поднепровья (Эрмитажная коллекция Бранденбурга). М., 1977.
- Галанина Л. К. Курджипский курган: Памятник культуры прикубанских племен IV в. до н. э. Л.: Искусство, 1980. 127 с.
- Скифы: путеводитель по выставке отдела истории первобытной культуры Гос. Эрмитажа. Л., 1981 (в соавт. с Доманским Я. В., Смирновой Г. И.)
- Галанина Л.К., Алексеев А.Ю. Новые материалы к истории Закубанья в раннескифское время // Археологический сборник государственного эрмитажа. Вып. 30. 1990. С. 34-54.
- Галанина Л. К. Контакты скифов с ближневосточным миром (по материалам Келермесских курганов) // Археологический сборник государственного эрмитажа. Вып. 32. 1991. С. 15-29.
- Галанина Л. К. Скифская тема в работах Б. Б. Пиотровского // ВДИ. № 4. 1992. С. 154—158.
- Галанина Л. К. К проблеме взаимоотношений скифов с меотами (по данным новых раскопок Келермесского курганного могильника) // Советская археология. 1985. № 3. С. 156-165.
- Galanina L. K. Les kourganes de Kelermes // Les dossiers d’archéologie. № 194. Juin 1994. P. 12-21.
- Галанина Л. К.К проблеме хронологии Келермесских курганов //Российская археология. № 1. 1994. С. 92-107.
- Галанина Л. К. Скифские древности // Юный художник. № 11. 1988. С. 18–21.
- Галанина Л. К. Келермесские курганы: «Царские» погребения раннескифской эпохи. М.: Центр сравнит. изучения древ. цивилизаций ИВИ РАН; Берлин: Евраз. отд-ние Герм. археол. ин-та, 1997. 269 с.
- Galanina L. K., Alexeev A. Yu., Barkova L.L. Nomades des steppes. Les Scythes VIIe — IIIe siècle av. J. -C. Paris, 2001. 144 p.
- Галанина Л. К.Скифские древности Северного Кавказа в собрании Эрмитажа: Келермесские курганы. СПб.: Изд-во Гос. Эрмитажа, 2006. 79 с.
- Галанина Л.К., Алексеев А.Ю. Древности скифской эпохи из Прикубанья // Античное наследие Кубани. Т. III. М., 2010. С. 170—196[4]